# Cyperus fuscus
Cyperus fuscus es una especie de planta del género Cyperus. Es originaria de la Eurasia templada, pero es una especie introducida en gran parte de América del Norte, donde se ha naturalizado en algunas áreas.

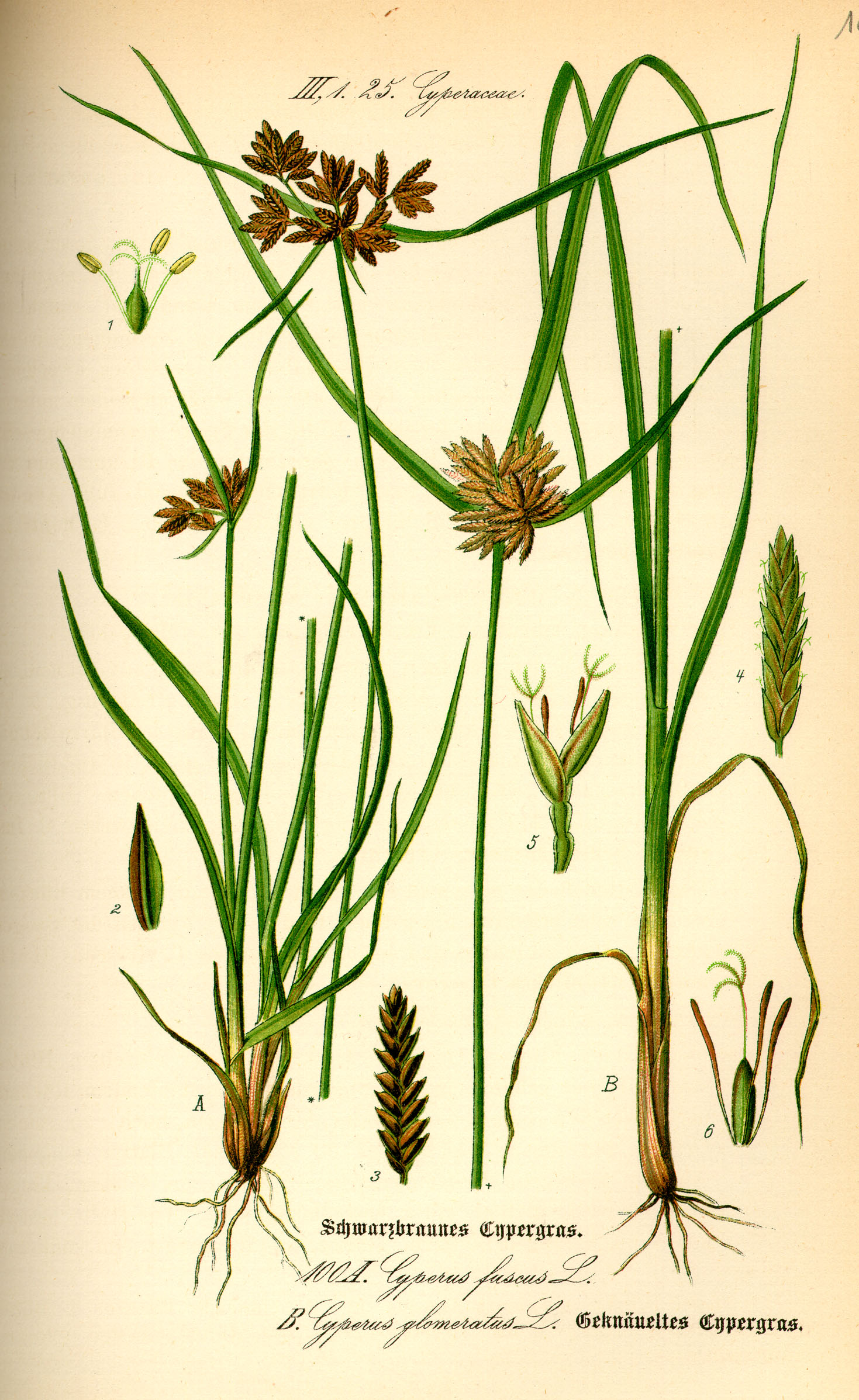
Ilustración

## Descripción
Se trata de una planta de zonas húmedas, especialmente lugares perturbados como zanjas y estanques temporales. Es una hierba anual, con tallos delgados que alcanza los 30 centímetros de altura máxima. Puede tener hojas planas y cortas sobre la base de la planta. La inflorescencia contiene de tres a 15 espiguillas, que son planas, ovales o rectangulares y de color marrón oscuro a púrpura profundo. Cada espiguilla tiene alrededor de diez flores encerradas en oscuras brácteas. El fruto es de color marrón claro aquenio alrededor de un milímetro de largo. En el Reino Unido, Cyperus fuscus es una de las 101 especies citadas como una prioridad para la conservación de la organización de protección de Plantlife.

## Taxonomía
Cyperus fuscus fue descrita por Carlos Linneo   y publicado en Species Plantarum 1: 46–47. 1753.
Etimología
Ver: Cyperus
fuscus: epíteto latino que significa "oscura".
Sinonimia
- Cyperus calidus A.Kern.
- Cyperus compressus Krock.
- Cyperus forsskalii A.Dietr.
- Cyperus haworthii Gray
- Cyperus protractus Delile
- Cyperus sabaudus Billet ex Gave
- Cyperus virescens Hoffm.
- Cyperus viridis Krock.
- Eucyperus fuscus (L.) Rikli[4][5]

## Nombres comunes
- Castellano: juncia, juncia negra.[6]